# Hassei Takano
Mitsuhiro Tsuda (津田 充博 Tsuda Mitsuhiro?,  Prefectura de Chiba, Japón, 9 de enero de 1978), mejor conocido bajo su nombre artístico de Hassei Takano (高野 八誠 Takano Hassei?), es un actor japonés, afiliado a Vesta Inc. Algunos de sus roles más destacados incluyen el de Hiroya Fujimiya/Ultraman Agul en Ultraman Gaia y Miyuki Tezuka/Kamen Rider Raia en Kamen Rider Ryūki.

## Biografía
Takano nació el 9 de enero de 1978 en la prefectura de Chiba, Japón. Debutó como actor infantil en 1989, interpretando el papel de Ichirō en la serie de televisión Nanairo-mura. En 1998, interpretó a Hiroya Fujimiya/Ultraman Agul en la serie tokusatsu Ultraman Gaia. En 2002, interpretó a Miyuki Tezuka/Kamen Rider Raia en otra serie tokusatsu, Kamen Rider Ryūki, mientras que en 2005 interpretó a Hayato Ichimonji/Katsuhiko Yano en la película Kamen Rider: The First. En 2008, interpretó al personaje de Kiyoi en la serie de drama RH Plus, basada en el manga homónimo.
En 2017, hizo su debut como director en la película He-Low.

## Vida personal
En junio de 2006, Takano contrajo matrimonio con la también actriz Yukari Ishida, con quien coprotagonizó Ultraman Gaia. La pareja tiene una hija, Hinaka.

## Filmografía

### Televisión
| Año  | Título                                         | Papel                          | Notas     |
| ---- | ---------------------------------------------- | ------------------------------ | --------- |
| 1989 | Nanairo-mura                                   | Ichirō                         | Rol debut |
| 1990 | Miyamoto Musashi                               | Jōtarō                         |           |
| 1990 | Tetsugaku no Komichi no Shōjo                  |                                |           |
| 1990 | Chichi to Haha no Hensa-chi                    |                                |           |
| 1990 | Nakuna Imōtoyo!                                | Seiji Mizuguchi                |           |
| 1991 | Taiheiki                                       | Ashikaga Sadauji               |           |
| 1992 | Seishin Shujutsu                               |                                |           |
| 1997 | Call Me                                        | Norimoto Ōno                   |           |
| 1998 | Cyber Bishōjo Telomere                         | Reiji Kusuda                   |           |
| 1998 | Arifureta Jiken                                | Akira                          |           |
| 1998 | Ultraman Gaia                                  | Hiroya Fujimiya/Ultraman Agul  |           |
| 1999 | Man, Next Natural Girl: 100 Nights In Yokohama |                                |           |
| 2000 | Densetsu no Kyoshi                             |                                |           |
| 2000 | Sayonara Rabuho no Koi Monogatari              | Naoyuki Aizawa                 |           |
| 2001 | Project C: Kirei ni Naritai Watashitachi e     | Kōji Fujimoto                  |           |
| 2002 | Kamen Rider Ryūki                              | Miyuki Tezuka/Kamen Rider Raia |           |
| 2002 | Daigorō ni Sasageru Chichi no Ai!              | Shinohara Heikichi             |           |
| 2003 | Killer Joe                                     | Joe                            |           |
| 2003 | Koi ni Ochita Josei Kisha!                     |                                |           |
| 2003 | Diary                                          | Yūji                           |           |
| 2003 | Yumemiru Budo                                  | Mizuno                         |           |
| 2004 | Shotaiken Tenshi                               | Yōsuke                         |           |
| 2004 | Izo                                            | Otokocho                       | Película  |
| 2005 | Yagyu Jubei Nanaban Shobu                      | Nishioka Daijirō               |           |
| 2006 | Yagyu Jubei Nanaban Shobu: Shimabara no Ran    | Nishioka Daijirō               |           |
| 2007 | Ultraseven X                                   | Ogata/Tsuitachi                |           |
| 2007 | Yagyu Jubei Nanaban Shobu: Saigo no Tatakai    | Nishioka Daijirō               |           |
| 2007 | Tōyama no Kinsan                               | Minokichi                      |           |
| 2007 | Negima! Magister Negi Magi                     | Nagi Springfield               |           |
| 2008 | RH Plus                                        | Kiyoi                          |           |
| 2008 | K-tai Investigator 7                           | Kurando Magira                 |           |
| 2008 | Mitsumei: Kangetsu Kasumi Kiri                 |                                |           |
| 2008 | Kasōken no Onna                                | Tsukamoto Wataru               |           |
| 2009 | Bōchō Mania09                                  |                                |           |
| 2010 | Aka Kabukenji Funsenki                         |                                |           |
| 2010 | Manpuku Shōjo Dragonnet                        | Miyasaka Ken'nosuke            |           |
| 2011 | Garo: Makai Senki                              | Shōnai Masato                  |           |
| 2012 | Sore Ike! Den Ace                              | Dengorō                        |           |